# Dagmar Schultz
Dagmar Schultz, née en 1941 à Berlin, est une féministe sociologue, cinéaste, éditrice et professeure d'université allemande. 

## Biographie
Dagmar Schultz a grandi dans un foyer exclusivement féminin ; son père s'est suicidé pendant la Seconde Guerre mondiale. Après quelques semestres d'études de journalisme, d'études américaines et de romanistique à l'Université libre de Berlin, elle se rend aux États-Unis. En 1965, elle obtient son diplôme avec un mémoire de fin d'études sur « Le rôle de la radiodiffusion en Afrique avec un accent particulier sur l'Afrique de l'Ouest » à l'Université du Michigan à Ann Arbor, où elle a étudié la radio, la télévision et le cinéma.  
Cependant, son rêve de travailler comme cinéaste documentariste à la télévision s'est avéré irréalisable : « mon interview à CBS ou NBC s'est déroulée de telle façon que ces messieurs m'ont demandé : "Pourquoi pensez-vous que nous embauchons des femmes ici ?" C'était une question rhétorique dont la réponse fut : "nous les embauchons en tant que femmes de ménage et secrétaires" ».  
En 1965, fraîchement diplômée, Dagmar Schultz a alors enseigné au Rust College à Holly Springs, dans le Mississippi. En 1966-1967, elle s'est rendue à Porto Rico, où elle a travaillé dans le cadre des programmes de lutte contre la pauvreté du bureau des Opportunités économiques. De 1969 à 1970, elle a enseigné des séminaires sur les études féminines et sur la race et la classe sociale au Columbia College de Chicago et a été active dans le mouvement féministe. 
En 1972, Dagmar Schultz a obtenu un doctorat à l'université du Wisconsin-Madison avec une thèse sur l'éducation des travailleurs et son habilitation à l'Université libre de Berlin avec une étude sur la vie et le travail des femmes et des hommes professeurs. En 1973, elle retourne en Allemagne et enseigne les études féminines et les questions culturelles et d'immigration au John F. Kennedy Institute for North American Studies de l'Université libre de Berlin. 

### Militantisme féministe
Parallèlement, elle a créé, avec quelques collègues militantes, une maison d'édition spécialisée dans la littérature féministe et, influencée par le mouvement américain des droits civiques, elle a également fondé le Centre de santé des femmes féministes (Feministisches Frauen Gesundheits Zentrum (FFGZ)) à Berlin en 1974, le premier du genre en Allemagne, où elle a travaillé jusqu'en 1981. Elle a également cofondé la Orlanda Women's Press (Orlanda Frauenverlag) en 1974 et a été (co)éditrice jusqu'en 2001. En tant que professeure invitée, elle a enseigné la sociologie de l'éducation à l'Université d'État de New York en 1981. 
En 1984, Dagmar Schultz a aidé l'activiste des droits civiques et poétesse Audre Lorde, qu'elle a connue lors de la Conférence mondiale sur les femmes des Nations unies à Copenhague en 1980, à devenir professeure invitée à l'Université libre de Berlin. À la suite de sa rencontre avec Audre Lorde, elle a compris qu'il était nécessaire que sa voix soit entendue par les femmes en République fédérale d'Allemagne, car elle pouvait aider à catapulter les femmes hors de leur environnement parfois cloisonné et axé sur les expériences des femmes blanches. Ainsi, en 1984, grâce à son aide, Audre Lorde est venue à Berlin et a donné, entre autres, le premier séminaire sur l'écriture créative.
En 1989, elle est habilitée à l'Institut de sociologie de l'Université libre de Berlin.
En 1991, Dagmar Schultz a répondu à l'appel à candidature pour une chaire de « travail social et éducatif avec les femmes » au département de travail social et d'éducation sociale de l'Université Alice Salomon des sciences appliquées de Berlin, où elle est restée jusqu'à son éméritat en 2004.
Ses travaux ont porté sur les femmes dans le travail social, le travail social interculturel, la sociologie de la médecine et l'éducation sociale, la socialisation et la compétence culturelle en matière de soins psychosociaux.
Depuis 2004, Dagmar Schultz participe à l'écriture et à l'organisation de tournées de lecture aux États-Unis pour sa partenaire Ika Hügel-Marshall (auteure de Invisible Woman. Growing up Black in Germany) et à d'autres événements. En 2007, elle a été coproductrice du film Hope in My Heart - The May Ayim Story.

## Prix et distinctions
En 2011, Dagmar Schultz a été honorée par Peter-André Alt du Prix Margherita von Brentano, la plus haute récompense pour les études sur le genre et les projets féminins en Allemagne. Le discours de louanges a été prononcé par Margit Mayer. En 2012, elle investit son prix dans la création d'une archive portant sur Audre Lorde à l'Université libre de Berlin, et dans un film documentaire sur les années berlinoises d'Audre Lorde intitulé "Audre Lorde - Die Berliner Jahre 1984 bis 1992". Le film a été présenté en avant-première à la Berlinale de 2012 et a été projeté dans de nombreux autres festivals internationaux,. Il met en lumière un chapitre jusqu'alors peu remarqué de la vie d'Audre Lorde, qui a été et continue d'être immensément important pour elle et pour les communautés féministes noires et blanches d'Allemagne et d'Europe,.
La même année, Dagmar Schultz a reçu le Magnus-Hirschfeld-Award pour l'ensemble de son œuvre en tant que l'une des premières militantes du mouvement des lesbiennes et des femmes depuis les années 1970, un prix décerné par la section gay du SPD pour honorer les réalisations exceptionnelles en faveur de l'émancipation des personnes lesbiennes, gays et transgenres.
Dagmar Schultz est une passionnée de photographie, et ses photos de plantes et de fleurs ont notamment été publiées sur des couvertures de livres aux éditions Orlanda et Fischer. Dans le cadre du film documentaire "Audre Lorde - Die Berliner Jahre 1984 bis 1992", elle a également inclus Audre Lorde dans des photographies, des vidéos et des enregistrements audio avec sa permission. Elle continue aujourd'hui à défendre la cause des femmes et a réussi à faire rebaptiser une rue du quartier de Kreuzberg à Berlin en l'honneur d'Audre Lorde,. 

## Affiliations économiques et politiques
- 1974-1986 : membre de la German Association for American Studies (Deutsche Gesellschaft für Amerikastudien).
- 1974-2001 : cofondatrice et membre du Centre de santé des femmes féministes (Feministisches Frauen Gesundheits Zentrum (FFGZ)) à Berlin[19].
- 1983-1985 : membre du premier conseil consultatif de l'Institut central pour la promotion des études et de la recherche sur les femmes (Zentraleinrichtung zur Förderung von Frauenstudien und Frauenforschung) à l'Université libre de Berlin.
- 1991 : cofondatrice du Centre d'études sur les relations entre les sexes dans le travail social / la pédagogie sociale (Studienzentrums Geschlechterverhältnisse in der Sozialarbeit / Sozialpädagogik) à l'Université des sciences appliquées pour le travail social et la pédagogie sociale à Berlin (Fachhochschule für Sozialarbeit und Sozialpädagogik in Berlin)[8].
- 1992-1993 : direction (avec May Ayim et Ika Hügel-Marshall) du projet d'étude "Racisme, antisémitisme et ethnocentrisme » dans l'enseignement, la recherche et la politique (du personnel) universitaire.

## Œuvres

### Publications et ouvrages
- SCHULTZ, Dagmar. Die Entwicklung der Frauengesundheitszentren in der Bundesrepublik Deutschland und ihre Bedeutung für die Gesundheitsversorgung von Frauen, Simone Langenheder, BMFSFJ,1996.
- SCHULTZ, Dagmar. Ein Mädchen ist fast so gut wie ein Junge: Sexismus in der Erziehung. Volume 1: Interviews, Berichte, Analysen, 2e éd., 1980,  (ISBN 978-3-922-16600-9).
- SCHULTZ, Dagmar. Ein Mädchen ist fast so gut wie ein Junge: Sexismus in der Erziehung. Volume 2: Schülerinnen und Pädagogen berichten, 1979,  (ISBN 978-3-922-16609-2).
- SCHULTZ, Dagmar. Das Geschlecht läuft immer mit: die Arbeitswelt von Professorinnen und Professoren, Carol Hagemann-White, Éditions Centaurus, 1991,  (ISBN 978-3-890-85435-9).
- LORDE, Audre, Adrienne Rich, Dagmar Schultz (dir.). Macht und Sinnlichkeit: ausgewählte Texte 3., éd. rev. par l'auteur, 1991,  (ISBN 978-3-922166-13-9).
- OPITZ, May, Katharina Oguntoye, Dagmar Schultz. Showing our colors: Afro-German women speak out, 1992,  (ISBN 978-0-870-23759-1).
- HÜGEL-MARSHALL, Ika. Entfernte Verbindungen. Rassismus, Antisemitismus, Klassenunterdrückung, Chris Lange, May Ayim, Ilona Bubeck, Gülşen Aktaş, Dagmar Schultz, 1993,  (ISBN 978-3-922-16691-7).
- HOSHINO ALTBACH, Edith. German Feminism: Readings in Politic and Literature, Jeanette Clausen, Dagmar Schultz, Naomi Stephan, SUNY Press Albany, 1984,  (ISBN 978-0-873-95841-7) (aperçu limité).
- SCHULTZ, Dagmar. Changing political nature of workers’ education: a case study of the Wisconsin School for Workers, 1972 (non publié).

### Filmographie
- 2007, Hoffnung im Herz – Mündliche Poesie, film sur la vie et les œuvres de la poétesse afro-allemande May Ayim en tant que coproductrice aux côtés de Maria Binder, OCLC 39657930.
- 2012, Audre Lorde – Die Berliner Jahre 1984–1992, en tant que productrice et réalisatrice et aux côtés d'Ika Hügel-Marshall en tant que coscénariste, OCLC 972326509.